# Château du Tronchet
Le Tronchet est situé sur la commune de Chalo-Saint-Mars, dans le département de l'Essonne. L'ensemble du bâti fait l’objet d’une inscription au titre des monuments historiques depuis le 27 août 1975.

## Historique
Situé entre la Chalouette et la Louette, au sommet d'une colline boisée, le château est déjà mentionné lors du mariage de Gédéon des Mazis et Anne de Rochechouart, en 1613. Il fut ensuite transmis, par mariage, en 1688, d'une riche famille d'Étampes, à la famille de Vigny, qui le conserva jusqu'en 1810, et se retrouve entre les mains des Pellegrain de Lestang.
En juin 2025, un homme de 84 ans a tué sa sœur de 93 ans d’un coup de fusil, la victime et son frère étaient les co-propriétaires du Manoir du Tronchet.

## Bâtiment
Le bâtiment est de forme simple, rectangulaire, à deux niveaux, encadré de deux tours carrées. La toiture recouvre des combles, éclairées par des lucarnes. Le parc comporte un pigeonnier, de fabrication plus tardive, puisque construit en 1720, ainsi que des corps de bâtiments d'utilité agricole.

## Personnalités liées au château
- La Duchesse Clémence
- Alfred de Vigny[1]